# Royston (South Yorkshire)
Royston – wieś w Anglii, w hrabstwie ceremonialnym South Yorkshire, w dystrykcie metropolitalnym Barnsley. Leży 26 km na północ od miasta Sheffield i 250 km na północ od Londynu. Miejscowość liczy 9375 mieszkańców.